# Oliven
Oliven (Olea europaea) er i sin oprindelige vilde form, et lille stedsegrønt træ med en uregelmæssig krone, kroget stamme og grene. Skuddene er tornede de første år. Oliventræer vokser ret langsomt, men det kan blive over 1000 år gammelt.

## Beskrivelse
I cirka de første 10 år er stammen grågrøn og glat. Men med tiden vil den blive mere og mere knudret og skifte farve til mørkegrå. Stammens første par meter vil svulme op, blive forvredet og få dybe furer, for igen at skifte farve, til mørkegrå eller næsten sort. 
Bladene er modsatte, lancetformede og har en længde på 3-6 cm. Bladet er lidt læderagtig og har en matgrøn, voksbelagt overside. Undersiden er fløjlsagtig og gråhvid. Et blad kan blive siddende på træet i op til 3 år, indtil et nyt vokser ud.
Træet bruger de første mange år på at vokse. Det blomstrer først, når det er blevet et par år gammelt i perioden maj-juni. Blomsterne er små, korte, hvide og ret velduftende. De sidder i små blomsterklaser. Blomsten har 4 sammenvoksede kronblade. Når de folder sig ud, raver to støvdrager frem. Blomsten er selvsteril og bestøves ved hjælp fra vinden. I gennemsnittet bliver kun én blomst ud af ca. 20 til frugt. Frugten vokser ret hurtigt ud og når sin endelige størrelse på 2-3 måneder.
Frugten er en lille stenfrugt. Frugterne kan være æg- eller kugleformede og kan blive op til 4 cm lange. Frugtens farve er enten grøn eller sort. Frugten fra vilde planter har et tyndere lag frugtkød end frugten fra de dyrkede sorter.
Rodnettet er kraftigt udviklet med dybtgående og vidt udbredte hovedrødder og mange smårødder.

## Voksested
Oliven hører hjemme i kystnære egne i det østlige Middelhavsområde (Europa), Afrika, Asien og kysterne langs det Kaspiske Hav, men er efterhånden at finde i flere dele af verden. Den dyrkes f.eks. i Amerika, Australien og New Zealand. Oliven kan vokse i ret mager jord, men trives bedst i dyb, luftig jord, som ikke er for fugtig.
I Jordandalen finder man i højder op til 700 m et plantesamfund, der er domineret af løvfældende ege. Her vokser arten sammen med bl.a. almindelig hundegræs, azarolhvidtjørn, buskbibernelle, Euphorbia hierosolymitana (en art af vortemælk), græsk eg, håret torngyvel, johannesbrød, lægestyraks, løgrapgræs, mandel, Pistacia atlantica (en art af pistacie), Rhamnus palaestinus (en art af korsved), siciliansk retama og strandløg

## Anvendelse
Oliventræets frugter bruges til:
- Bordfrugt (nedsaltede, fermenterede olivenfrugter)
- Spiseolie (Olivenolie)
- Shampoo, creme, hårprodukter mm.

Oliventræet er en udmærket stueplante, som trives bedst, hvis den står udenfor om sommeren og overvintres køligt i udestue eller lignende. Arten kan normalt ikke vokse på friland i Danmark, men ses dog på lune steder (Landbohøjskolens have på Frederiksberg i København) og i private haver i byer eller kystegne.
Den optimale temperatur for et oliventræ ligger mellem 15 og 22 °C. Oliventræet skal dog have en kølig vinterperiode med temperaturer mellem 5 og 15 °C, hvor planten går i dvale. Arten tåler en temperatur ned til -12 °C, men træet dør, hvis temperaturen kommer under -18 °C.

## Systematik
- Olea europaea subsp. europaea: Det ægte oliventræ. Alle kultursorter er udviklet fra denne underart.
  - Olea europaea subsp. europaea var. europaea: Samtlige kultursorter af oliventræet.
  - Olea europaea subsp. europaea var. sylvestris: Den vilde form, der er kendetegnet ved en mere buskagtig vækstform, lidt bredere blade og mindre frugter.[2]
- Olea europaea subsp. cuspidata (Iran til Kina)
- Olea europaea subsp. guanchica (de Kanariske øer)
- Olea europaea subsp. maroccana (Marokko)
- Olea europaea subsp. laperrinei (Algeriet, Sudan og Niger)

## Olivenfamilien
Oliven (Oleaceae) er en plantefamilie med ca. 24 slægter og 900 arter udbredt på det meste af jorden, især i Asien. Familien indeholder træer, buske og lianer. På andre arter er bladene helt anderledes end på oliventræet. Frugten er også af helt andre former. Det kan være en kapsel, et bær, en nød, en vinget nød og en stenfrugt. Familien indeholder også vigtige nytteplanter, f.eks. ask, som er den eneste repræsentant af familien i den bilde danske flora. Ask er også et vigtigt tømmertræ i Danmark. Der er arter i slægten, der dyrkes her til lands som prydbuske f.eks. syren, liguster,
forsythia og sasmin.

## Sorter
- 'Arbequina' er en lille, brun oliven fra Katalonien I Spanien. Den bruges både som spisefrugt og til presning af en højt værdsat olie.
- 'Barnea' er en moderne sort, som er fremavlet I Israel. Den er modstandsdygtig overfor sygdomme, og den producerer et stort udbytte. Den bruges både som bordfrugt og til fremstilling af olie med kraftig duft. Sorten bliver dyrket mange steder på den sydlige halvkugle, særligt i Australien og New Zealand.
- 'Empeltre' er en mellemstor, sort oliven fra Spanien. Den bruges ligeledes som bordfrugt og til udvinding af eftertragtet olie.
- 'Frantoio' og 'Leccino'. De vigtigste til fremstilling af italiensk olivenolie fra Toskana. Leccino har en mild, behagelig smag, mens Frantoio er frugtagtig med en kraftig eftersmag. På grund af deres efterspurgte smag er disse sorter blev flyttet til dyrkning I mange andre lande.
- 'Kalamata' er en stor, sort oliven, som er opkaldt efter byen Kalamata i Grækenland. Den bruges som bordfrugt, for den har glatte frugter med en kødagtig smag.
- 'Koroneiki' stammer fra det sydlige Peloponnes, nær Kalamata og på Manihalvøen i Grækenland. Denne sort har små frugter, og den er besværlig at dyrke, men den yder olie i enestående kvalitet og mængde.
- 'Lucques' opstod i det sydlige Frankrig. Den har store, grønne, aflange frugter med spids kerne og en mild, nøddeagtig smag.
- 'Maalot' er en moderne, sygdomsbestandig, israelsk sort, som stammer fra den nordafrikanske sort 'Chemlali'. Frugten er mellemstor, rund og har en frugtagtig smag, der gør den brugbar både som bordfrugt og til olieproduktion.
- 'Picholine' er opstået i det sydlige Frankrig. Den giver grønne, middelstore og aflange frugter med en mild og nøddeagtig smag.
- 'Souri' opstod i Libanon og dyrkes nu over et stort område i Israel og dets nabolande. Det giver en stor mængde olie med en enestående, aromatisk smag.